# オファニエル
オファニエル（Ofaniel）は、エノク書に記される天使の一人。
「座天使の長」であると同時に「月の支配者」で、月の車輪を管理するといわれる。
エノクは、「前後左右に4つずつ、合計16の顔を持ち、翼は四方にそれぞれ100ずつ…
目は四方それぞれに2191ずつ、合計8764個…
どの顔の、どの目も電光の如く光り…」
と描写している。